# Vilada
Vilada es un municipio de la comarca del Bergadá, en Cataluña, España.

## Demografía
Vilada cuenta con una población de 443 habitantes (INE 2024).
| Gráfica de evolución demográfica de Vilada entre 1842 y 2021 |
| |
| Población de derecho según los censos de población del INE. Población de hecho según los censos de población del INE.En este censo se denominaba Vilada de Guardiolans: 1842. |

| 1900 | 1930 | 1950 | 1970 | 1981 | 1986 |
| ---- | ---- | ---- | ---- | ---- | ---- |
| 502  | 790  | 765  | 677  | 602  | 603  |

## Administración
| Periodo   | Nombre                                                                  | Partido  |
| --------- | ----------------------------------------------------------------------- | -------- |
| 1979-1983 | Càndid Casals Costa                                                     |          |
| 1983-1987 | Càndid Casals Costa                                                     |          |
| 1987-1991 | Càndid Casals Costa                                                     |          |
| 1991-1995 | Miquel Ferrer Artigas                                                   |          |
| 1995-1999 | Carme Cirera Artigas                                                    |          |
| 1999-2003 | Carme Cirera Artigas                                                    |          |
| 2003-2007 | Carme Cirera Artigas, a partir de agosto del 2005 Ramón Comellas Serrat | PSC y PP |
| 2007-2011 | Pere Farre Capel                                                        | CiU      |
| 2011-2015 | Pere Farre Capel                                                        | CiU      |
| 2015-2019 | Montserrat Badia Piqué                                                  | PSC      |
| 2019-2023 | Joaquim Espelt i Santandreu                                             | ERC      |

## Comunicaciones
El servicio de autobuses que unen esta población con Berga, Ripoll y demás poblaciones vecinas está operado por Alsina Graells en régimen de concesión.

## Economía
Agricultura de secano, ganadería, explotación forestal, turismo e industria.

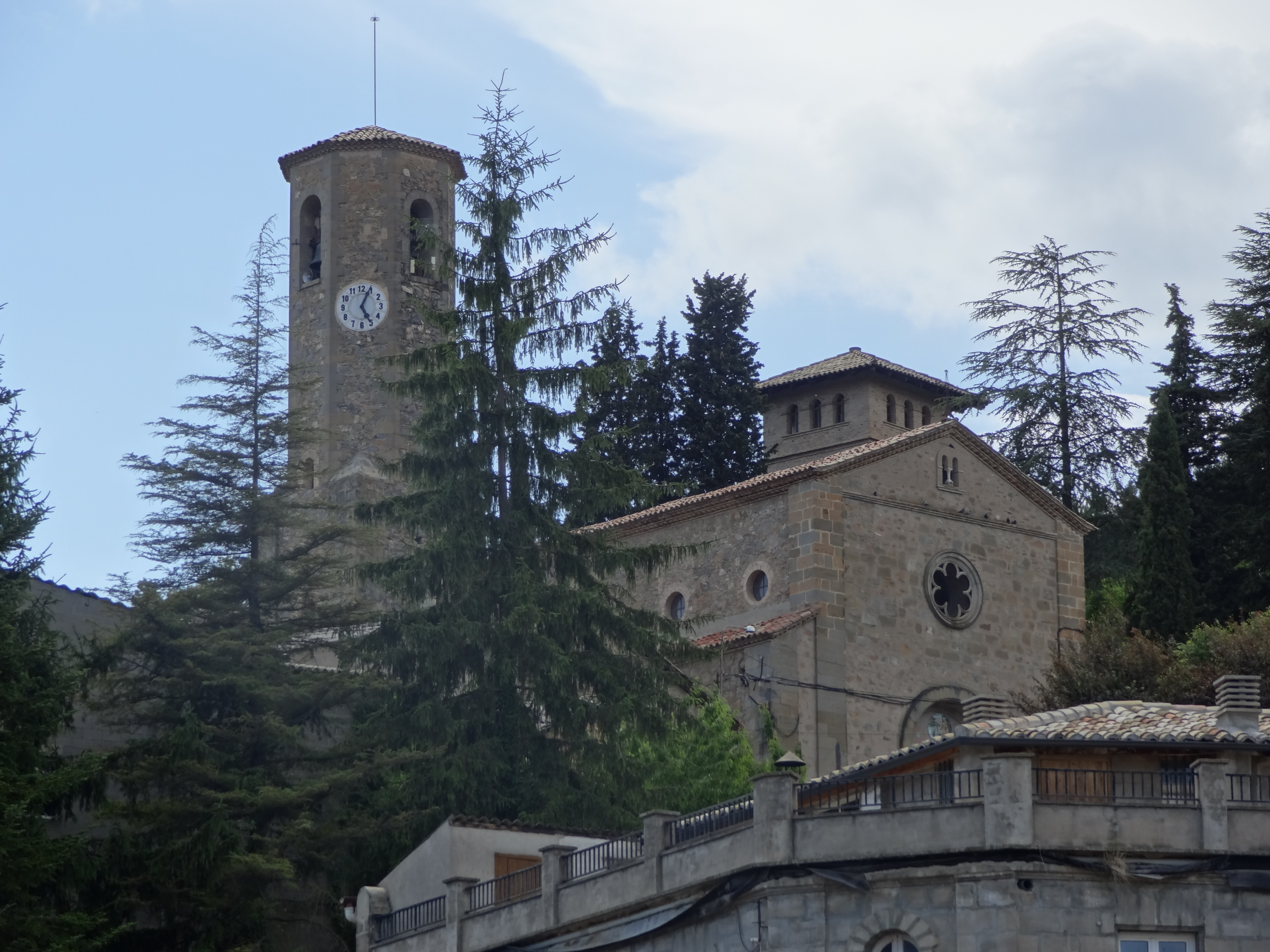
Iglesia parroquial de San Juan

## Lugares de interés
- Iglesia parroquial de San Juan Bautista, de origen románico.
- Iglesia de Santa Magdalena de Guardiolans, de origen románico.
- Ruinas del castillo de Roset.
- Iglesia de San Miguel de les Canals, de origen románico.